# Швехтен, Георг
Георг Швехтен (нем. Georg Schwechten; 1827—1902) — немецкий производитель пианино марки «G. Schwechten».
В настоящее время эта торговая марка используется китайской компанией Shanghai Piano Company SPC Ltd.

## Биография
Родился 4 февраля 1827 года в городе Штольценау и был седьмым ребёнком среди десяти детей плотника Иоганна Швехтена (Joh. G. Wilhelm Schwechten').
В 1853 году Георг возглавил мастерскую по изготовлению пианино, основанную его старшим братом Генрихом (Heinrich Schwechten, 1812—1871) в Берлине в 1841 году. Работал вместе со своим младшим братом Вильгельмом (Wilhelm Schwechten, 1833—1900). В 1861 году Георг построил собственную фабрику на берлинской Кохштрассе, 61; фортепиано его компании вскоре приобрели отличную репутацию. Швехтен был назначен придворным производителем пианино, получил множество премий на различных выставках, в том числе в Мельбурне, Париже, Лондоне и Вене. На Берлинской торговой ярмарке 1896 года он был удостоен большой золотой медали, а также государственной серебряной медали за промышленные достижения.
Георг Швехтен умер 19 августа 1902 года в Берлине.
После смерти Швехтена компания перешла его дочери — Анне Марии Фибелькорн (Anna Maria Clara Fiebelkorn), а его сыновья Вильгельма — Фридрих и Вильгельм основали в 1910 году собственную фортепианную фабрику Schwechten & Boes. В 1918 году оба выкупили материнскую компанию и объединились в одну. В 1921 году братья владели собственным концертным залом Schwechtensaal, построенным в берлинском районе Тиргартен.

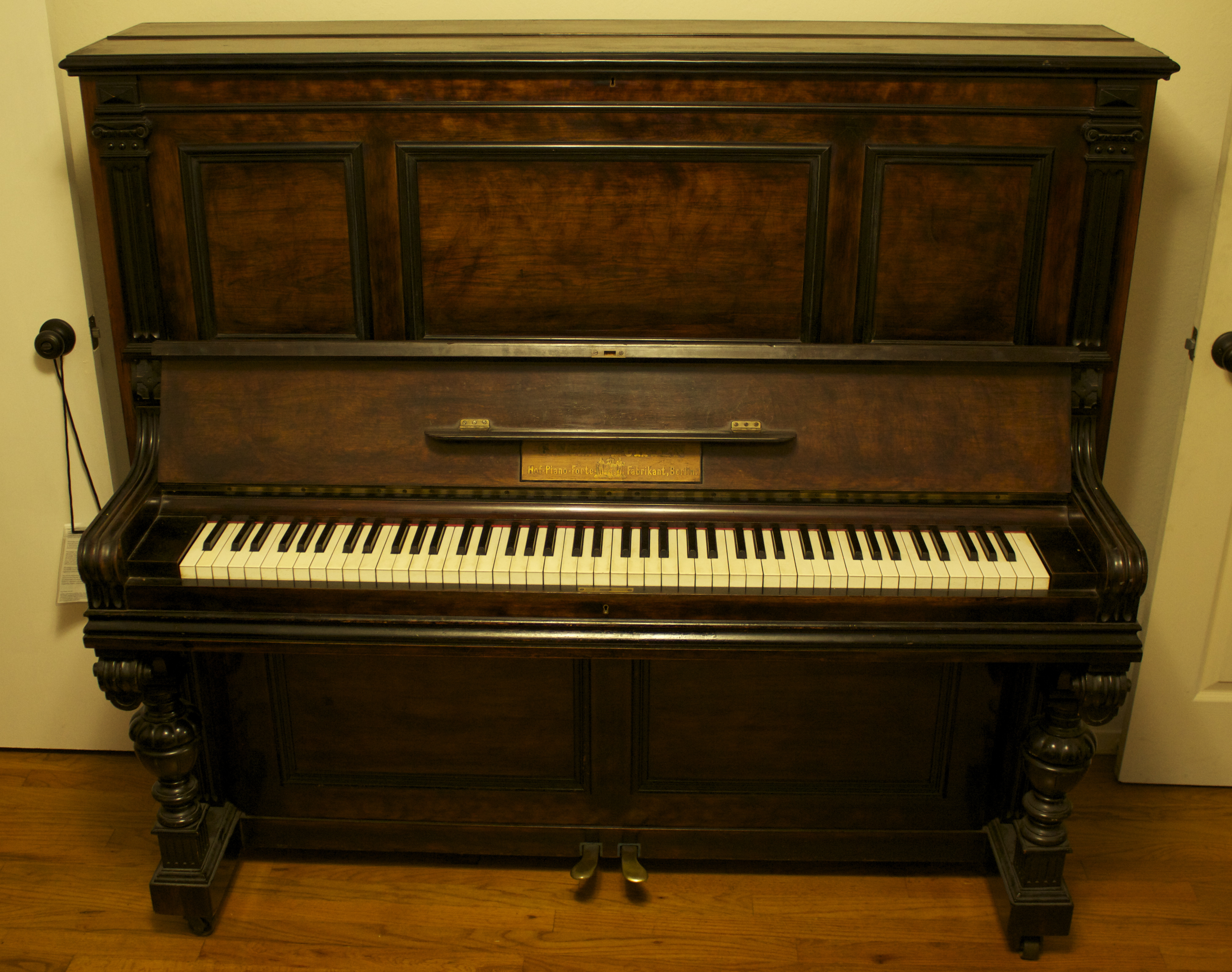
Пианино «G. Schwechten»
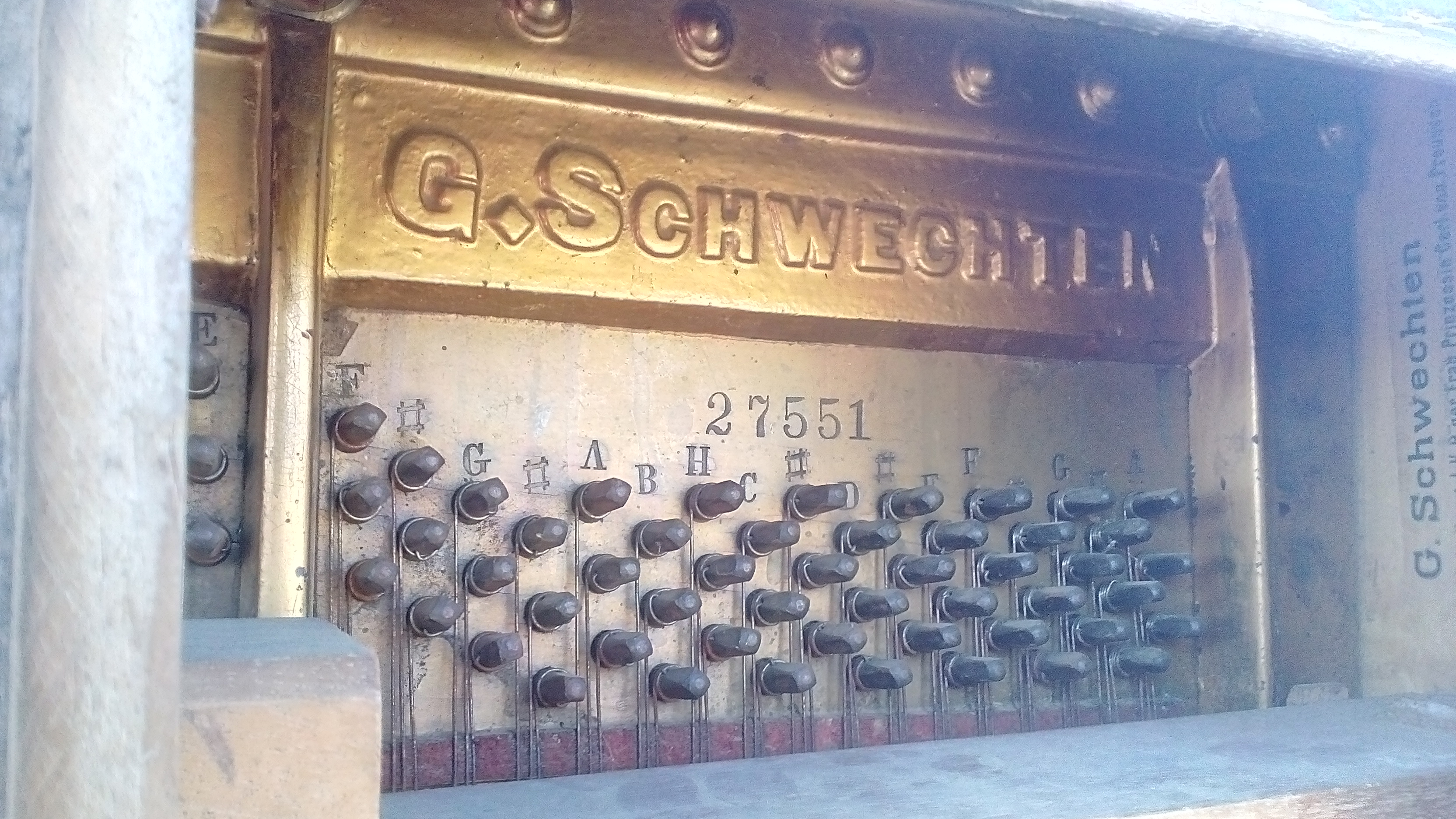
Клеймо на раме пианино